# Bachhraon
Bachhraon är en ort i Indien.   Den ligger i distriktet Jyotiba Phule Nagar och delstaten Uttar Pradesh, i den norra delen av landet, 100 km öster om huvudstaden New Delhi. Bachhraon ligger 216 meter över havet och antalet invånare är 29 232.
Terrängen runt Bachhraon är mycket platt. Runt Bachhraon är det tätbefolkat, med 636 invånare per kvadratkilometer. Närmaste större samhälle är Gajraula, 9,0 km söder om Bachhraon. Omgivningarna runt Bachhraon är en mosaik av jordbruksmark och naturlig växtlighet.